# 주사위 체스
주사위 체스는 주사위를 이용해 움직일 기물의 종류를 지정하는 변형 체스이다. 주사위의 눈과 기물 종류, 행마를 대응시킨 뒤에 주사위를 던진 결과에 맞게 허용되는 행마의 범위 내에서 기물을 움직인다.

## 같이 보기
- 차투라지
- 주사위 게임
- 전략 게임